# Wielka Synagoga w Kopenhadze
Wielka Synagoga w Kopenhadze – synagoga znajdująca się w Kopenhadze, stolicy Danii, przy Krystalgade 12. Obecnie jest główną i największą synagogą kopenhaskiej gminy żydowskiej.
Synagoga została zbudowana w latach 1830–1833 roku, według projektu Gustava Friedericha Hetscha. Obecnie synagoga jest jednym z najbardziej charakterystycznych budynków miasta ze względu na swoją unikatową architekturę. Zastosowano w niej m.in. elementy antycznej architektury rzymskiej oraz greckiej. Obecnie jest również jedną z nielicznych synagog swego okresu gdzie zastosowano elementy architektury egipskiej w kolumnach, na sklepieniu oraz gzymsie nad Aron ha-kodesz.

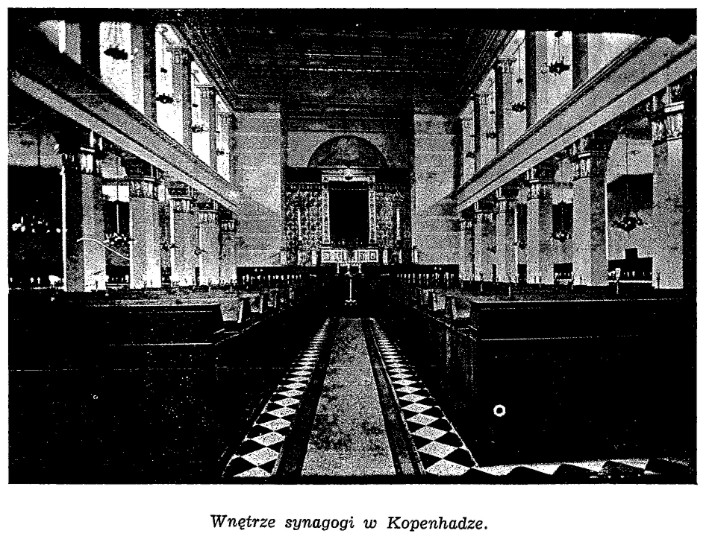
Wnętrze synagogi

Podczas II wojny światowej zwoje Tory zostały przeniesione na przechowane do pobliskiego kościoła Świętej Trójcy. Po zakończeniu wojny wróciły do synagogi. 22 lipca 1985 terroryści z Hezbollahu zdetonowali bombę podłożoną w synagodze. Zginęła 1 osoba, a 20 osób zostało rannych. Wybuch bomby zniszczył także żydowską restaurację w Kopenhadze.